# Les Grandes-Ventes
Les Grandes-Ventes település Franciaországban, Seine-Maritime megyében. Lakosainak száma 1733 fő (2022. január 1.). Les Grandes-Ventes Ardouval, Bellencombre, Freulleville, Mesnil-Follemprise, Muchedent, Osmoy-Saint-Valery, Ricarville-du-Val, Saint-Hellier, Saint-Vaast-d’Équiqueville, Torcy-le-Grand és Torcy-le-Petit községekkel határos.

## Népesség
A település népességének változása:
| Lakosok száma | 1778 | 1836 | 1833 | 1821 | 1801 | 1783 | 1764 | 1746 | 1733 |
|               | 2013 | 2015 | 2016 | 2017 | 2018 | 2019 | 2020 | 2021 | 2022 |